# 比佛利山酒店

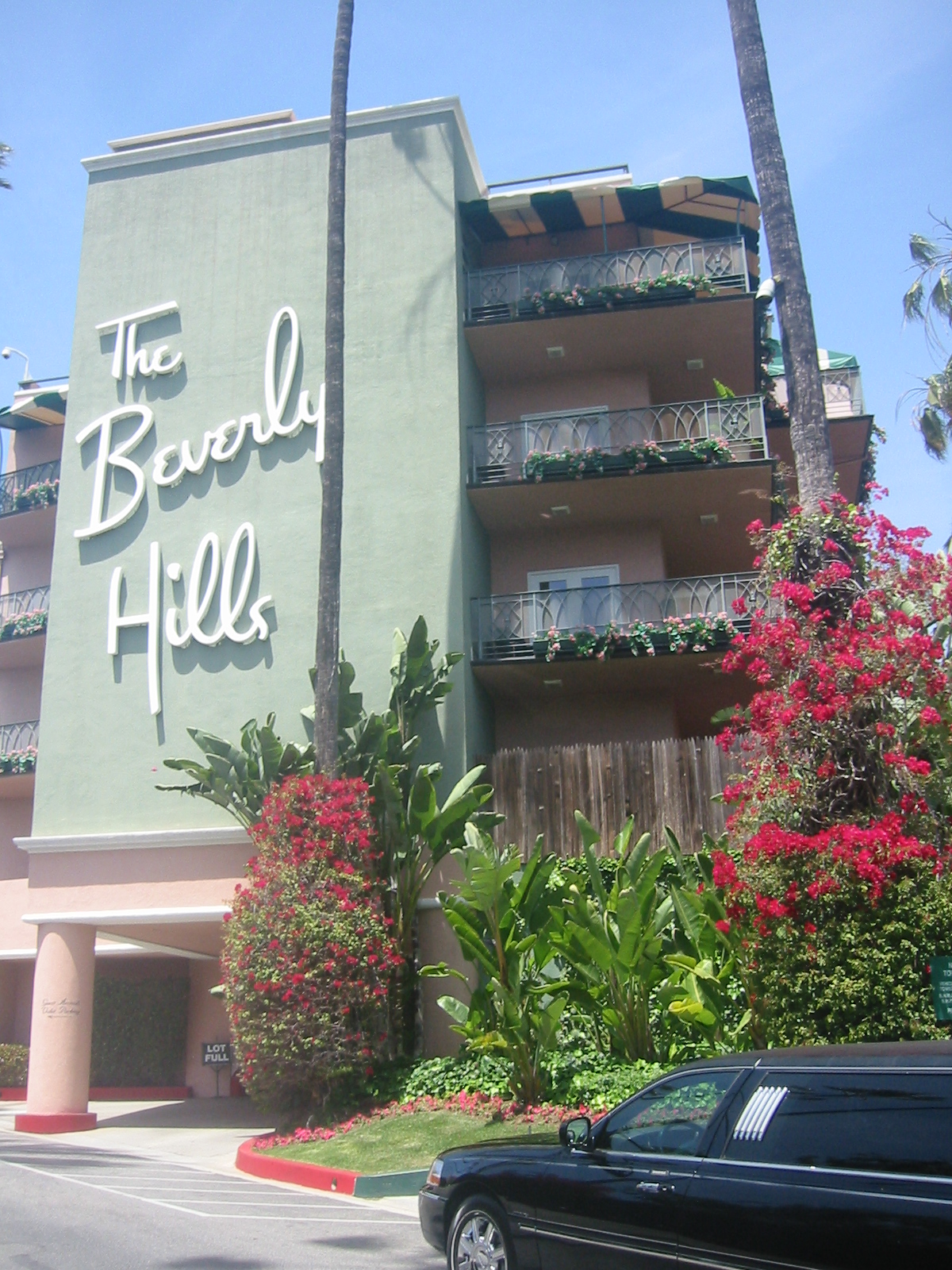
酒店大门

比佛利山酒店（The Beverly Hills Hotel）是位于美国加利福尼亚州比佛利山的一个酒店，由美籍建築師埃爾默·格雷設計，于1912年5月12日开张。